# Liste der Seen im Kanton Basel-Landschaft
Die folgende Liste enthält benannte Seen und andere Stillgewässer im Kanton Basel-Landschaft.
| Bild | Name des Sees           | Gemeinde(n)  | Zufluss | Abfluss | Fläche in km² | Höhe über Meer | Maximale Tiefe in Meter | Koordinaten     |
| ---- | ----------------------- | ------------ | ------- | ------- | ------------- | -------------- | ----------------------- | --------------- |
|      | Allschwilerweiher       | Allschwil    |         |         | 0,005         | 290 m ü. M.    |                         | 608726 / 265939 |
|      | Chienbergweiher         | Sissach      |         |         | 0,0001        | 442 m ü. M.    |                         | 629055 / 257347 |
|      | Fröschweiher            | Böckten      |         |         | 0,0005        | 377 m ü. M.    |                         | 629318 / 257089 |
|      | Mühliweiher             | Allschwil    |         |         | 0,001         | 291 m ü. M.    |                         | 607344 / 266388 |
|      | Oberer Talweiher        | Anwil        |         |         | 0,008         | 498 m ü. M.    |                         | 637013 / 255709 |
|      | Oelisee                 | Arlesheim    |         |         | 0,007         | 363 m ü. M.    |                         | 614492 / 260054 |
|      | Quellsee                | Münchenstein |         |         | 0,012         | 262 m ü. M.    |                         | 613515 / 264454 |
|      | Rothallenweiher         | Muttenz      |         |         | 0,001         | 369 m ü. M.    |                         | 614777 / 262714 |
|      | St. Alban-See / Grün 80 | Münchenstein |         |         | 0,012         | 263 m ü. M.    |                         | 613353 / 264449 |
|      | Unterer Talweiher       | Anwil        |         |         | 0,011         | 493 m ü. M.    |                         | 636784 / 255821 |
|      |                         |              |         |         |               |                |                         |                 |

Siehe auch: Liste der grössten Seen in der Schweiz